# Prasinochloris
Prasinochloriss, monotipski rod zelenih algi u porodici Pyramimonadaceae, dio reda Pyramimonadales. Jedina vrsta je morska alga P. sessilis iz Atlantskog oceana (Britanski otoci, Island).

## Opis
Jednostanični epifiti koji tvore nepravilne nakupine na raspadnutom lišću. Svaka ćelija okružena debelim zidom. Stanica posjeduje parijetalni kloroplast, dvije kontraktilne vakuole i ponekad stigmu. Razmnožavanje četveroflagelatnim zoosporama nalik Pyramimonasu. Flagelarna površina prekrivena malim četvrtastim ljuskama.